# Fernando Giner
Fernando Giner Gil (Alboraya, Valencia, España, 31 de diciembre de 1964) es un exfutbolista y entrenador español que jugó como defensa y desarrolló la mayor parte de su carrera profesional en el club donde se formó, el Valencia Club de Fútbol. Llegó a ser internacional con la selección española en once ocasiones. 
En la actualidad preside la Asociación de Futbolistas del Valencia Club de Fútbol.

## Trayectoria

### Como jugador
Se formó en la cantera del Valencia C. F. y debutó con el primer equipo unos días antes de cumplir los dieciocho años, el 5 de diciembre de 1982. A pesar de este temprano debut, su presencia no fue demasiado habitual hasta la temporada 1986-87. Esa temporada el Valencia jugaba en Segunda División, pero tras el ascenso a Primera, Giner vivió un periodo de ocho campañas como valencianista hasta que expiró su contrato al finalizar la temporada 1994-95.
Su último partido con la camiseta del Valencia fue en la final de la Copa del Rey 1994-95, disputada ante el R. C. Deportivo de La Coruña, y que tuvo que disputarse en dos días distintos en el estadio Santiago Bernabéu debido a una tromba de lluvia que cayó sobre Madrid. El resultado final fue de 2-1 favorable al Deportivo.
Giner no renovó su contrato y acabó recalando en el Real Sporting de Gijón, donde jugó dos temporadas. Una vez finalizado su compromiso con el club asturiano, y ya con treinta y tres años, aceptó una oferta del Hércules C. F. de Segunda División. Finalmente, fichó por el Levante U. D. de Segunda División B, equipo con el que consiguió el ascenso a Segunda División y donde se retiró como futbolista una vez finalizada la temporada 1999-2000.

### Tras su retirada
Tras finalizar su carrera en el Levante U. D. pasó a formar parte del cuadro técnico del club, donde fue segundo entrenador con Carlos Granero. También fue entrenador de fútbol base en la Escuela de Fútbol de El Planter, dirigida por Fernando Gómez, su excompañero en el Valencia C. F. En la temporada 2006-07 tomó por primera vez la riendas de un equipo, el C. D. Olímpic, con el que consiguió el ascenso a Tercera División. Sin embargo, fue cesado al comienzo de la siguiente campaña. Para la temporada 2008-09 dirigió al filial del C. D. Castellón en Tercera División, pero los malos resultados motivaron su destitución en febrero de 2009.
Paralelamente a su carrera deportiva, desde su retirada ha estado vinculado activamente al mundo de la política. Ha sido asesor de deportes de la Diputación de Valencia y concejal de deportes del ayuntamiento de Alboraya. También ha realizado algunos trabajos relacionados con el mundo de la comunicación, siendo comentarista deportivo en Canal Nou. También publicó, con el periodista Carlos Urrutia, el libro El fútbol más divertido, que recogía las anécdotas de su carrera profesional.
Ha jugado en la Liga de fútbol indoor con los veteranos del Valencia. En febrero de 2009 fue elegido presidente de la Asociación de Futbolistas del Valencia. Actualmente, ocupa la vicepresidencia de la Asociación Española de Futbolistas Internacionales.
Fue miembro del consejo de administración del Valencia presidido por Manuel Llorente. Fue nombrado vicepresidente deportivo y, tras la dimisión del presidente el 5 de abril de 2013, realizó la función de presidente del club hasta el nombramiento de Vicente Andreu.
En la actualidad es presidente de la Asociación de Futbolistas del Valencia C. F., asociación independiente que vela por los intereses de los veteranos del club.

## Selección nacional
Fue internacional con España en la categoría sub-21, con la que participó en el partido de ida de las semifinales de la Eurocopa de 1986 ante Hungría. Con la selección absoluta disputó once encuentros. Su debut se produjo el día 17 de abril de 1991 en un encuentro amistoso ante Rumanía disputado en Cáceres, que finalizó con derrota española por 0-2. Aunque fue habitual en las convocatorias durante la fase clasificatoria del Mundial de 1994, fue dejado de lado a última hora por el seleccionador Javier Clemente.

## Clubes

### Como jugador
| Club                   | País   | Año       |
| ---------------------- | ------ | --------- |
| C. D. Mestalla         | España | 1982-1985 |
| Valencia C. F.         | España | 1985-1995 |
| Real Sporting de Gijón | España | 1995-1997 |
| Hércules C. F.         | España | 1997-1998 |
| Levante U. D.          | España | 1998-2000 |

### Como entrenador
| Club                | País   | Año       |
| ------------------- | ------ | --------- |
| C. D. Olímpic       | España | 2006-2007 |
| C. D. Castellón "B" | España | 2008-2009 |